# MILW-Klasse EP-2
Bei der Klasse EP-2 „Bi-Polar“ der Chicago, Milwaukee, St. Paul and Pacific Railroad (Milwaukee Road) handelt es sich um von ALCO und General Electric für den Passagierverkehr im Kaskadengebirge entwickelte Elektrolokomotiven. Fünf Fahrzeuge wurden 1919 und 1920 gebaut. Sie erhielten zunächst die Bahnnummern 10250 bis 10254 und wurden später in E-1 bis E-5 umgezeichnet. Sie waren in den 40 Jahren ihres Einsatzes ein Markenzeichen für die Milwaukee Road und setzten einen Meilenstein in der Geschichte des elektrischen Antriebs von Schienenfahrzeugen.

## Konstruktion
Die Lokomotiven mit 12 Antriebs- und zwei Laufachsen sind in ihrer Konstruktion einzigartig. Die Achsfolge wird nach der amerikanischen Schreibweise mit 1B+D+D+B1 angegeben, nach europäischer Schreibweise 1'Bo'+Do'+Do'+Bo'1'. Das heißt, die Lokomotive hat ein Laufwerk aus vier gelenkig miteinander verbundenen Rahmen, die auch die Zug- und Stoßkräfte übertragen. An den Lokenden befindet sich jeweils ein Rahmen mit einer Lauf- und zwei Treibachsen, der auch mit der Kupplung versehen ist, innen sind die zwei Rahmen mit jeweils vier Treibachsen.

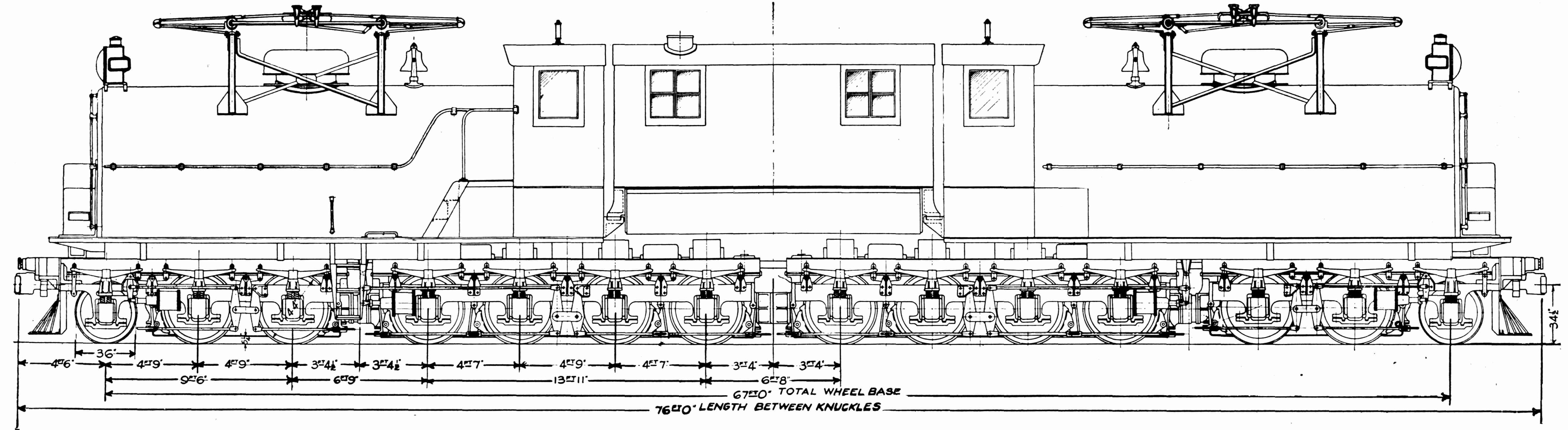
Seitenansicht mit Maßangaben

Der Lokomotivkasten, der keine Längskräfte überträgt, besteht aus drei Teilen. Die beiden Endteile mit dem charakteristischen tonnenförmigen Aufbau sind fest mit dem jeweiligen darunterliegenden vierachsigen Rahmen verbunden und stützen sich über Gleitteile auf die Endrahmen ab. Das an die europäischen Krokodil-Lokomotiven erinnernde kurze Mittelteil wird von den beiden Endteilen getragen und ist somit nicht direkt mit Fahrwerksteilen verbunden. Im Mittelteil befindet sich der Dampfkessel für die Zugheizung; die elektrische Ausrüstung der mit 3000 V Gleichstrom betriebenen Lokomotiven ist unter den runden Hauben untergebracht. Damit erfolgte die Abkehr von dem kastenförmigen Boxcab-Design, das die nur zwei bis vier Jahre ältere Vorgänger-Baureihe EP-1 prägte. Die Milwaukee Road war die einzige nordamerikanische Bahngesellschaft, an die General Electric diese Art von Gelenklokomotiven auslieferte.
Die eigentliche Besonderheit der EP-2 ist die einfache Ausführung der Motoren. Auf der Achse jedes der gefederten Antriebsradsätze ist der Rotor eines Gleichstrommotors aufgezogen, während die Wicklungen des zugehörigen Stators fest am Lokomotivrahmen vor und hinter der jeweiligen Achse angebracht sind und somit nur zweipolig ausgeführt werden konnten, wovon auch die Namensgebung Bi-Polar herrührt.
Im Gegensatz zu den anderen damals üblichen Antrieben verwendete diese Variante weder Untersetzungsgetriebe noch Stangen zur Übertragung der Antriebskräfte, weshalb die Lokomotiven im Vergleich mit anderen damaligen Bauarten bis zu einer Fahrgeschwindigkeit von ca. 15 km/h kaum hörbar waren. Erst dann setzte das Brummen der Motoren ein. Die Höchstgeschwindigkeit lag offiziell bei ca. 113 km/h (70 mph) – es konnten jedoch bis zu 130 km/h erreicht werden.
Von Nachteil war der schlechte Wirkungsgrad auf Grund des wegen der Radsatzfederung notwendigen großen Luftspaltes, sowie die ungünstige zweipolige Motorauslegung mit geringer Drehzahl, weswegen für die Leistung 12 angetriebene Achsen notwendig wurden, welche die für amerikanische Verhältnisse geringe Achslast von 17,3 Tonnen aufwiesen. Die Art des Antriebes wurde außer bei den EP-2 der Milwaukee nur noch bei den Lokomotiven der S-Klasse der New York Central Railroad eingesetzt.

## Einsatz
Als die je 200.000 Dollar teuren Lokomotiven auf der Coast Division zum Einsatz kamen, wurden sie schnell durch ihr modernes und einmaliges Design für Marketingzwecke insbesondere für den Paradezug Olympian vereinnahmt. In einem öffentlichkeitswirksamen „Tauziehen“ durfte eine EP-2 auf einer Fachwerkbrücke ihre Kraft gegenüber zwei Dampfloks – einer Mallet ((1’C)C1’) und einer Consolidation (1’D) – zur Schau stellen. In einem kurzzeitigen Versuchseinsatz auf der weiter östlich gelegenen Mountain Division zeigte sich, dass die Lokomotiven preiswerter im Betrieb waren als die damals parallel eingesetzten Loks der Reihen EP-1 und EP-3. Im regulären Reisezugdienst zwischen Tacoma und Othello konnte gegenüber der Bespannung mit Dampflokomotiven auf betriebsbedingte Unterwegshalte verzichtet werden und die Fahrt auf Steigungsabschnitten ohne Doppelbespannung erfolgen.

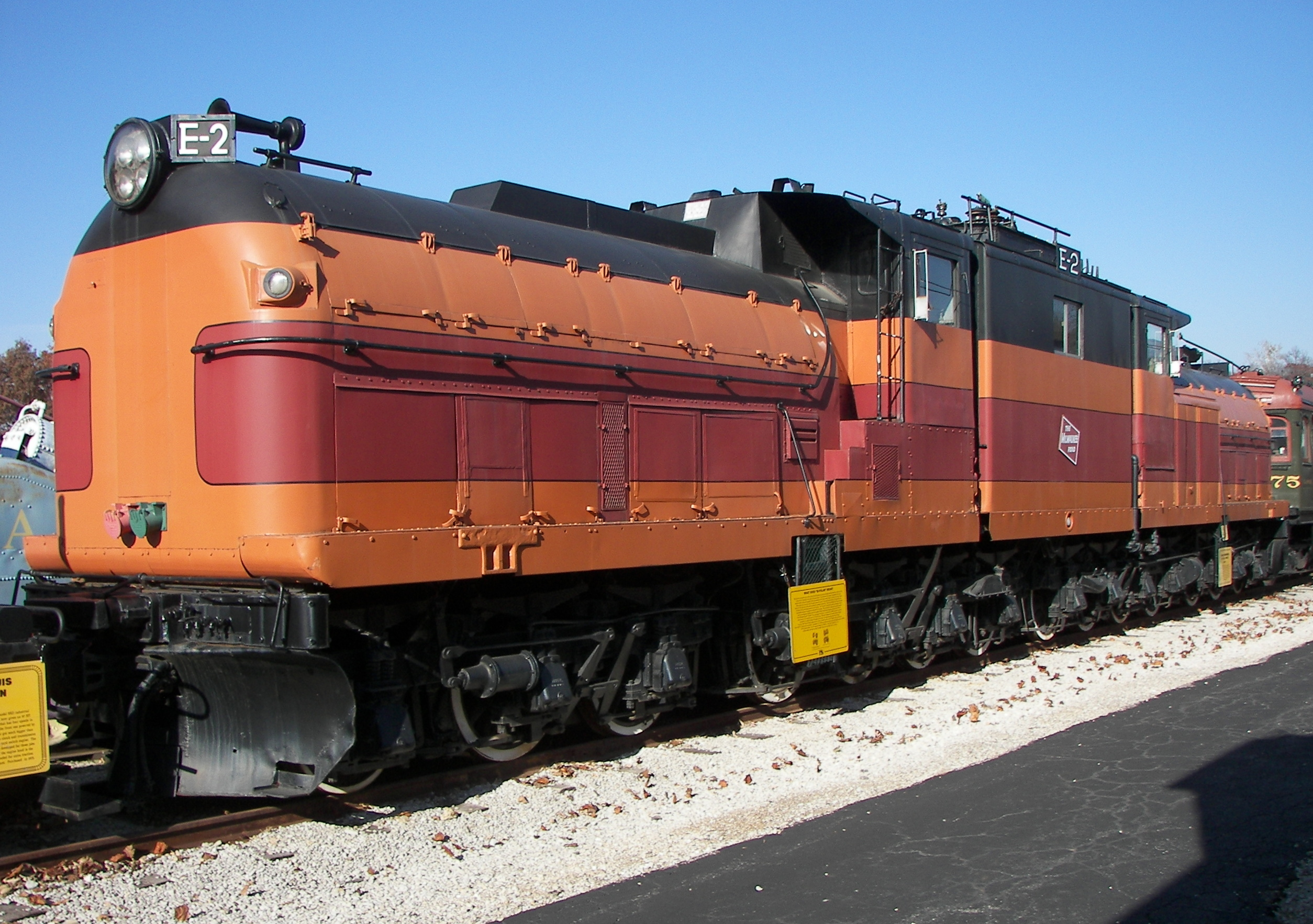
Lokomotive E-2 im Zustand von 1953 im Verkehrsmuseum St. Louis

Ab 1952 wurden die Lokomotiven für je 40.000 Dollar modernisiert. Dabei erhielten sie unter anderem eine Vielfachsteuerung. Auch wurden die Enden der Vorbauten abgerundet, was die Lokomotiven moderner aussehen ließ. Der Umbau durch die mit Elektrolokomotiven unerfahrenen Werkstätten der Milwaukee Road führte allerdings vermehrt zu elektrischen Bränden und Betriebsstörungen. Ab Mitte 1957 wurden die Lokomotiven von der Coast Division zur Mountain Division verlegt und ab 1958 schrittweise außer Dienst gestellt. 1960 waren alle abgestellt. Eine Lokomotive (die E-2, ehemalige 10251) ist im Nationalen Verkehrsmuseum in St. Louis ausgestellt, die anderen wurden verschrottet.